# 烈士體育場踩踏事件
2022年10月29日，刚果民主共和国首都金夏沙林格瓦拉镇的烈士体育场发生踩踏事故，該事件造成11人死亡。

## 背景
10月29日晚間，可容納約八萬觀眾的烈士体育场正舉行非洲歌手伊普帕的大型音樂會活動

## 事件
在音樂會上，體育場擠滿超過8萬人的容量，一些人群強行進入貴賓席區和保留席區，且在演唱會開始前，體育場外就已聚集許多民眾，保安人員試圖驅散場外的人群，但最終在館內的人數仍超過警察和保安人員所能控制的人數。

## 調查
10月30日，在發生事故後，剛果（金）副總理兼內政部長丹尼爾·阿塞洛·奧基托表示最後入場人數，超過場館容納量，奧基托將死亡歸咎於主辦單位，「他們（主辦單位）一定要受到懲罰」，演場會最終導致11人喪生，其中10人死於窒息和擠壓、包括2名警察及9名觀眾，另外還有7人受傷住院。 

## 回應
剛果歌手伊普帕在事後於Facebook發布貼文，並表示該音樂會上「嚴格遵守安全程序」，補充說道：「我對此感到深感不安，並向所有家庭表示最深切的哀悼。願上帝以最深切的憐憫安慰失去親人的心靈。」